# Aleksandr Dubiago
Aleksandr Dmítrievich Dubiago (en ruso: Алекса́ндр Дми́триевич Дубя́го; nacido el 5 (18) de diciembre de 1903 en Kazán y muerto en la misma ciudad el 29 de octubre de 1959) fue un astrónomo y astrofísico ruso de la etapa soviética.

## Biografía
Dubiago era hijo del renombrado astrónomo ruso y profesor en la Universidad de Kazan, Dmitri Dubiago (1849-1918). Siguiendo la vocación de su padre, Aleksandr mostró muy pronto interés por la astronomía y a la edad de 12-13 años, ya había realizado observaciones de estrellas variables, y con catorce años, fue uno de los primeros en remarcar una nueva estrella en la constelación del Aquila.
En 1918, como consecuencia de la muerte de su padre, a la edad de 15 años, se hizo cargo del equipo del observatorio astronómico de la Universidad Estatal de Kazán. En 1920 estudió en esta misma universidad matemáticas y ciencias físicas.
Dubiago descubrió dos cometas: el primero en 1921, denominado hoy en día "C/1921 H1 (Doubiago)"; y el segundo en 1923, denominado "1923 III (Bernard - Dubiago)".
Después de haber obtenido su diploma en la Universidad de Kazán en febrero de 1925, obtuvo la plaza de astrónomo asistente adscrito al departamento de astronomía, permaneciendo durante el resto de su carrera ligado a la universidad de Kazán.

## Eponimia
- En 1964, la Unión Astronómica Internacional dio el nombre de Dubyago (según su grafía inglesa) a un cráter lunar, en honor de los dos astrónomos rusos: Dmitri Dubiago y su hijo Aleksandr.